# Salt-N-Pepa

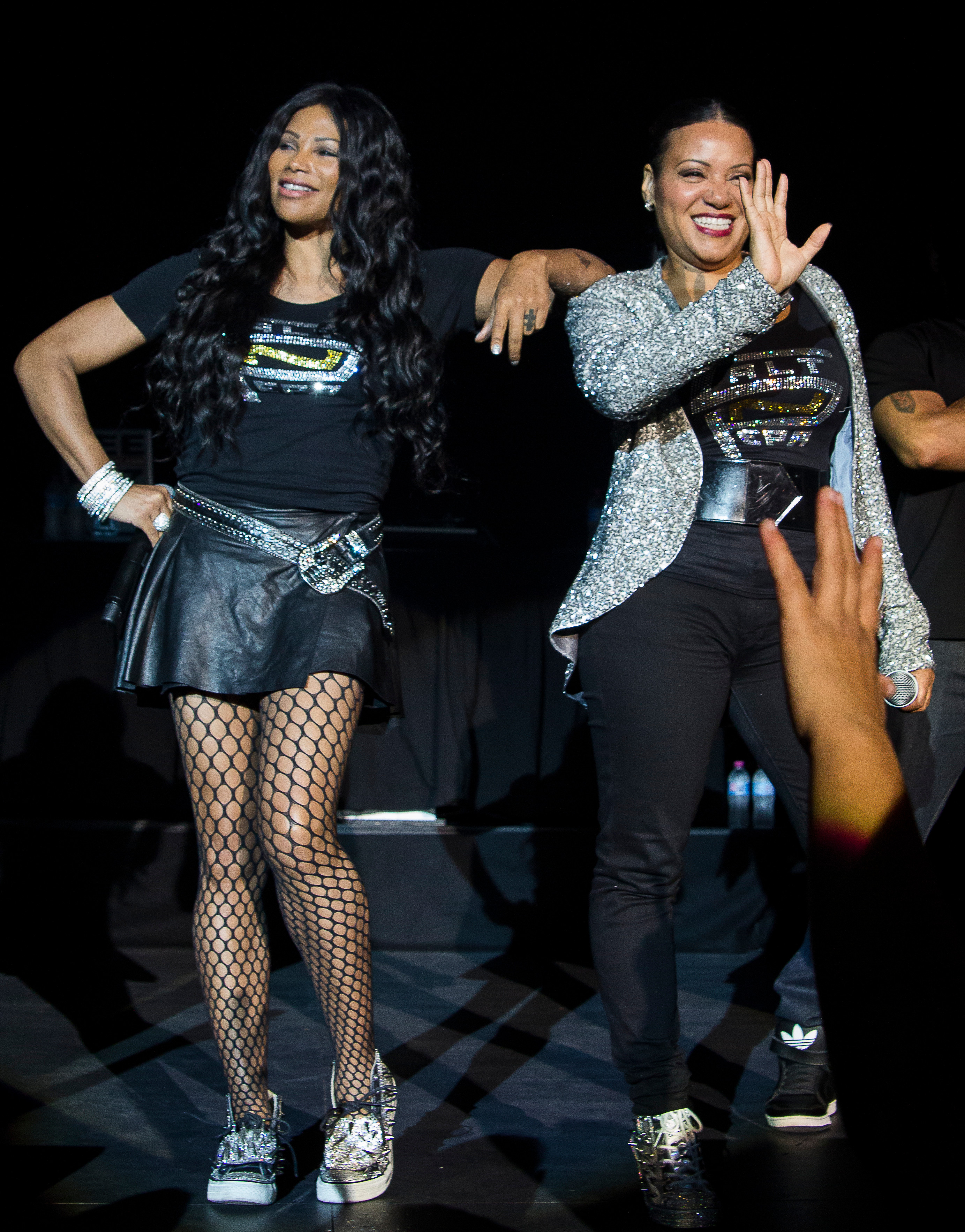
Salt-N-Pepa

Salt-N-Pepa是一支美国嘻哈音樂乐队，1985年在纽约成立  。她们的首张专辑在美国销量超过100万张，這使得該樂隊成为第一个获得美國唱片業協會金唱片和白金唱片认证的女性说唱乐队。 这张专辑中的一個單曲名列告示牌百大單曲榜前20名。2025年，Salt-N-Pepa入选摇滚名人堂。 